# Perry Carter
Perry Franklin Carter Green, más conocido como Perry Carter (nacido el 22 de agosto de 1967 (57 años) en Washington D. C.) es un exjugador de baloncesto estadounidense. Con 2.04 de estatura, su puesto natural en la cancha era el de pívot.

## Biografía
Juega durante cuatro años para los Buckeyes de la Universidad de Ohio State. Después desarrollaría toda su carrera en distintas ligas de Europa, dejando huella en España, donde juega para siete equipos y donde adquiriría la nacionalidad española.

## Trayectoria
- 1987-91: Universidad de Ohio State
- 1991-92: Caen Basket
- 1992-94: Club Baloncesto Guadalajara
- 1994-95: Club Baloncesto Salamanca
- 1995-97: Gráficas García Inca
- 1997-98: Gijón Baloncesto
- 1997-98: Baloncesto León
- 1999-00: Bàsquet Manresa
- 2000-01: Maccabi Givat Shmuel
- 2000-01: London Towers
- 2001-03: PAOK Salónica BC
- 2002-03:  Bàsquet Muro